# Cienfuegosia drummondii
Cienfuegosia drummondii är en malvaväxtart som först beskrevs av Samuel Frederick Gray, och fick sitt nu gällande namn av Frederick Lewis Lewton. Cienfuegosia drummondii ingår i släktet Cienfuegosia och familjen malvaväxter. Inga underarter finns listade i Catalogue of Life.